# Кутейниково (Зимовниковский район)
Кутейниково — посёлок при станции Кутейниковская Северо-Кавказской железной дороги в Зимовниковском районе Ростовской области, в составе Кутейниковского сельского поселения.

## История
Дата основания не установлена. Предположительно основан в конце 1940-х — начале 1950-х при строительстве железнодорожной ветки Куберле — Морозовская.

## География
На хуторе имеется одна улица: Железнодорожная.

## Население
| 2002 |
| ---- |
| 46   |

| 2010 |
| ---- |
| 31   |